# En herre i kjole og hvidt
En Herre i Kjole og Hvidt er en spillefilm fra 1942 instrueret af Bodil Ipsen efter manuskript af Fleming Lynge.

## Handling
En ung herre i kjole og hvidt kommer styrtende fra rådhuset hen til kiosken på Rådhuspladsen, hvor han straks søger at komme til telefonen. Den usædvanlige episode vækker stor opsigt, der samles opløb, og en betjent kommer til stede. Men da der ikke er forbud mod at færdes i kjole og hvidt, har lovens håndhæver ingen anledning til at skride ind. Manden hedder Erik Rask, og han ved endnu ikke, at der ligger en stor musiker gemt i ham. Men gennem terapi hos en attraktiv kvindelig psykoanalytiker, sker der ting og sager med Erik.